# Schloss Schönwitz

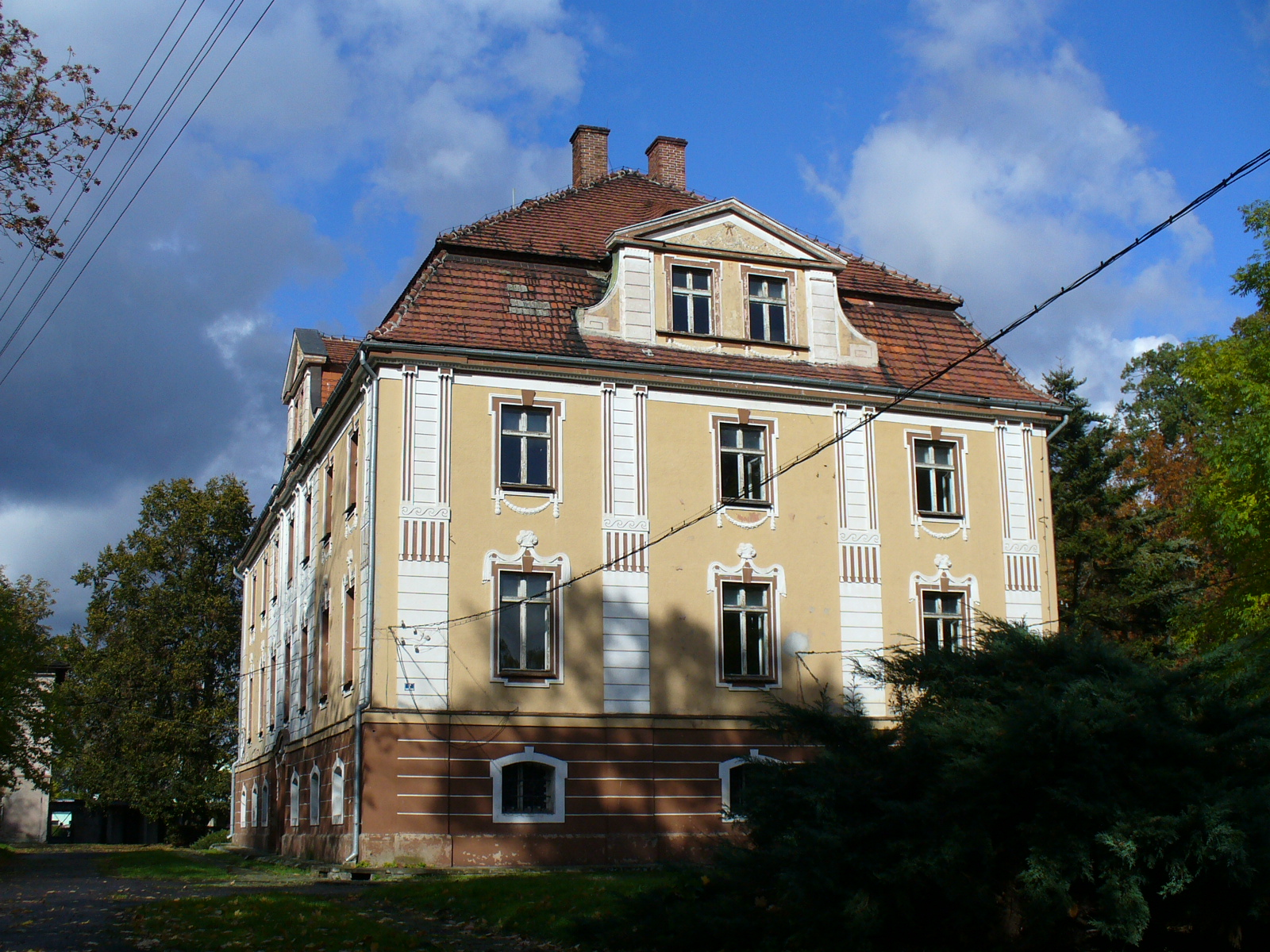
Schloss Schönwitz

Das Schloss Schönwitz (polnisch Pałac Karczów) ist eine Schlossanlage in Karczów (deutsch Schönwitz) im Powiat Opolski der Woiwodschaft Opole in Polen.

## Geschichte
Ein erster Gutshof bestand in Schönwitz bereits im 17. Jahrhundert. Dieser Bau wurde 1791 unter Friedrich Leonhard von Tschirschky und Bögendorff grundlegend umgebaut. 1831 erfolgte ein weiterer Umbau durch Friedrich Leopold Graf von Stolberg. 1862 und 1905 erfolgten weitere Um- und Ausbauten des Anwesens. Bis 1945 gehörte das Anwesen, ebenso wie die benachbarten Gutsbetriebe Norok, Niewodnik, Karbischau, Schosnitz und die Herrschaft Halbendorf den Herren von Wichelhaus.
Nach dem Übergang an Polen infolge des Zweiten Weltkriegs 1945 wurde das Schloss Sitz eines Staatlichen Landwirtschaftlichen Betriebes. Seit 1965 steht das Schloss unter Denkmalschutz. 1970–1975 wurde das Schloss saniert. Von 1998 bis 2019 befand sich das Gebäude im Besitz der Technischen Universität Opole. Heute ist es in Privatbesitz.

## Architektur
Das zweigeschossige Schlossgebäude steht auf einem rechteckigen Grundriss mit einem hohen Kellergeschoss und einem Mansarddach. Die siebenachsige Fassade mit reich verzierten Ornamenten im Stil des Barock besitzt an der Nord- und Südfassade flache Mittelrisalite. Die Hauptfassade mit vorgelagerter Terrasse und einer großen Freitreppe liegt an der Nordseite.
Im Inneren befinden sich reich verzierte Räumlichkeiten mit holzvertäfelten Decken und Tonnengewölben.

## Schlosspark
Der nordöstlich anschließende Schlosspark mit altem Baumbestand wurde 1791 unter Friedrich Leonhard von Tschirschky angelegt. Er ist etwa drei Hektar groß und steht 1983 unter Denkmalschutz.